# Spermophora domestica
Spermophora domestica är en spindelart som beskrevs av Yin och Wang 1981. Spermophora domestica ingår i släktet Spermophora och familjen dallerspindlar. Inga underarter finns listade i Catalogue of Life.